# パッ・プリッ・キン
パッ・プリッ・キン（タイ語: ผัดพริกขิง、発音 [pʰàt pʰrík kʰǐŋ]）はタイ料理、ゲーン（タイカレー）の一種である。油で炒めて作られ、液状のココナッツミルクも含まないため、いわゆるレッドカレーのような他のタイカレーよりも汁気が少ないのが特徴である。油の代わりに、または油に加えて、油状になるまで炒めたココナッツミルクが用いられる場合もある。
ブリック（トウガラシ）に由来する鮮やかな赤が特徴的な濃厚なカレー・ペーストが用いられる。「パッ・プリッ・キン」の「キン」はタイ語で生姜を意味するのだが、紛らわしいことにこの料理には生姜は使われていない。通常レモングラス、ニンニク、ガランガルが具材として使用される。パッ・プリッ・キンのペーストの代用としレッドカレーペーストが用いられることもあり、このレシピはタイ国内においてさえ珍しいことではない。